# Jacques Thouron
Jacques Thouron, né à Genève le 6 mars 1749 et mort à Paris  le 13 mars 1789, est un artiste genevois, peintre sur émail et miniaturiste.

## Biographie
Il est le deuxième fils de l’orfèvre Jean-Jacques Thouron et de Magdelaine Ducloux. Pendant quatre ans il fait son apprentissage chez l’émailleur genevois Pierre-François Marcinhes.

Dès 1770 il s’installe à Paris et travaille dans l’atelier du miniaturiste genevois Charles-Louis Loehr. Il prend des cours à l’Académie de peinture. Il rencontre Jean-François Favre avec qui il s’associe pour peindre des émaux décoratifs. Il est principalement copiste et se consacre exclusivement à la miniature sur émail. Sa clientèle est aristocratique et il est nommé « Peintre de Monsieur », futur roi Louis XVIII. Il meurt au sommet de sa gloire. D’après Jean-Jacques Rigaud, 
« Thouron a été, après Petitot, le peintre en émail dont la réputation s’est le plus étendue hors de Genève  »

## Collections publiques
- Musée d'art et d'histoire de Genève
- Musée Patek Philippe à Genève[3]
- Winterthur : Museum Briner und Kern
- Paris : Musée du Louvre[4]
- Londres : Wallace Collection (musée)[5]
- Celle : Bomann-Museum : Collection de miniatures Tansey[6]
- Baltimore : Walters Art Museum
- Cleveland Museum of Art[7]

## Expositions
- Paris : Salon de la correspondance, 1781
- Paris : Salon de la correspondance, 1782
- Genève : L'art ancien à l'Exposition nationale suisse, 1896
- Paris : Bibliothèque nationale de France, 1906
- Bruxelles, 1912[8]
- Genève : Musée Rath, 1914
- Paris : Musée Galliéra, 1923 (Exposition de la verrerie et de l'émaillerie modernes)[9]
- Genève : Musée d’art et d’histoire de Genève, 1956[10]
- Paris : Musée du Louvre, Cabinet des dessins, 1956-1957[11]
- Londres : Garrard Crown Jewellers, 1961[12]
- Vienne : Albertina (musée), 1965 (Meisterwerke der europäischen Miniaturmalerei von 1750 bis 1850)
- Lausanne : Musée historique de Lausanne, 1999 (100 ans de miniatures suisses, 1780-1880)

## Sources
- Article Jacques Thouron du SIKART en ligne
- Notices d'autorité : Fichier d'autorité international virtuel ; Union List of Artist Names